# Отмирание денег
Отмирание денег — концепция, согласно которой деньги в будущем обществе постепенно отомрут. Можно встретить как философские (в том числе этические), так и экономические обоснования.
Утописты прошлого считали отмирание денег одной из главных примет наступления «Золотого века» человечества.

## Военный коммунизм
В 20-х годах были сделаны попытки вести учёт по затратам «трудовых единиц».
Юрий Ларин писал, что постоянное отмирание денег возрастает по мере возрастания организованности советского хозяйства, и деньги утратят своё значение как сокровище и останутся только тем, чем они являются на самом деле: цветной бумагой.
Признание денег с началом НЭПа происходило с таким же трудом, как и признание купли-продажи.
Только 10 июня 1921 года ВЦИК разрешил кооперации свободно распоряжаться имевшимися у неё денежными средствами и держать в кассах наличными деньгами до 10 млн советских рублей, равных 200 золотых рублей.
30 июня 1921 г. издан декрет «Об отмене ограничения денежного обращения и мерах к развитию вкладной и переводной операции».
12 октября 1921 г. ВЦИК постановил — учредить государственный банк «не позднее 15 ноября 1921 г. — в целях способствования развитию промышленности, сельского хозяйства и товарооборота, а также в целях концентрирования денежных оборотов и проведения других мер, направленных к установлению правильного денежного обращения».
Предприятиям разрешено иметь товарные склады, магазины, конторы. ВСНХ и его местным органам рекомендовано учредить торговые отделы и товарные биржи.
Вводятся чековый расчёт через банк и непосредственные денежные расплаты.
- 26 июля 1921 г. — вводится налоговая служба с промыслов, податные инспектора.
- 9 августа 1921 г. — принимается постановление: никаких хозяйственных услуг никому даром не оказывать.
- 25 августа 1921 г. — вводится плата за водопровод, канализацию, электричество, бани, трамвай и т. п.
- 6 сентября 1921 г. — прекращена бесплатная выдача продовольствия.
- 10 октября 1921 г — вводится плата за помещение.

Семнадцатая конференция ВКП(б) в 1932 в Москве отвергла предложения о переходе к «продуктообмену», об «отмирании денег» на данной стадии строительства социализма, назвав их «левацкими».

## Отмирание денег в литературе
В некоторых литературных произведениях описывается мир будущего, где деньги либо уже отменены, либо постепенно выходят из употребления. К первым относятся Мир Полудня Стругацких, мир «Прекрасное далёко», мир Геометров в книге «Звёзды — холодные игрушки» у Лукьяненко, мир из книги «Туманность Андромеды» Ефремова. Ко вторым — роман «Изгнание Владыки» Григория Адамова, описывающий более близкое будущее, чем предыдущие книги.
В «Победителе невозможного» Велтистова при разговоре людей с банковским компьютером на выставке поднимается тема будущей отмены денег, что в перспективе должно оставить компьютер без работы.
В цикле сказок про Незнайку, начиная с первой книги «Приключения Незнайки и его друзей» (1953—1954) показан мир без денег. В третьей книге «Незнайка на Луне» (1964—1965) персонажи попали в мир капитализма, где деньги были — фертинги и сантики. Но в конце книги, после национализации, роль денег начала падать.

## В кино
В цикле Звёздный путь в Объединённой федерации планет денег нет в том числе и из-за распространения репликаторов (наноассемблеров) — каждый человек может создать нужный себе товар самостоятельно. А начиналось от осознания, что после третьей мировой войны надо строить мир по другим принципам. Деньги начали отмирать с XXII века и к XXIV веку практически исчезли (остались так называемые «кредиты Федерации», для внешнеэкономических связей, но они не валюта в традиционном понимании).
В кинофильме «Звёздный путь: Первый контакт» (1996) Жан-Люк Пикар рассказал Лили (она из прошлого), что в будущем денег нет. Его слова: «Экономика в будущем немного другая. Понимаешь, в XXIV веке денег не существует. Так как богатство больше не является движущей силой в жизни. Мы работаем, чтобы улучшить себя и остальное человечество».